# Ен-но Гьоджа

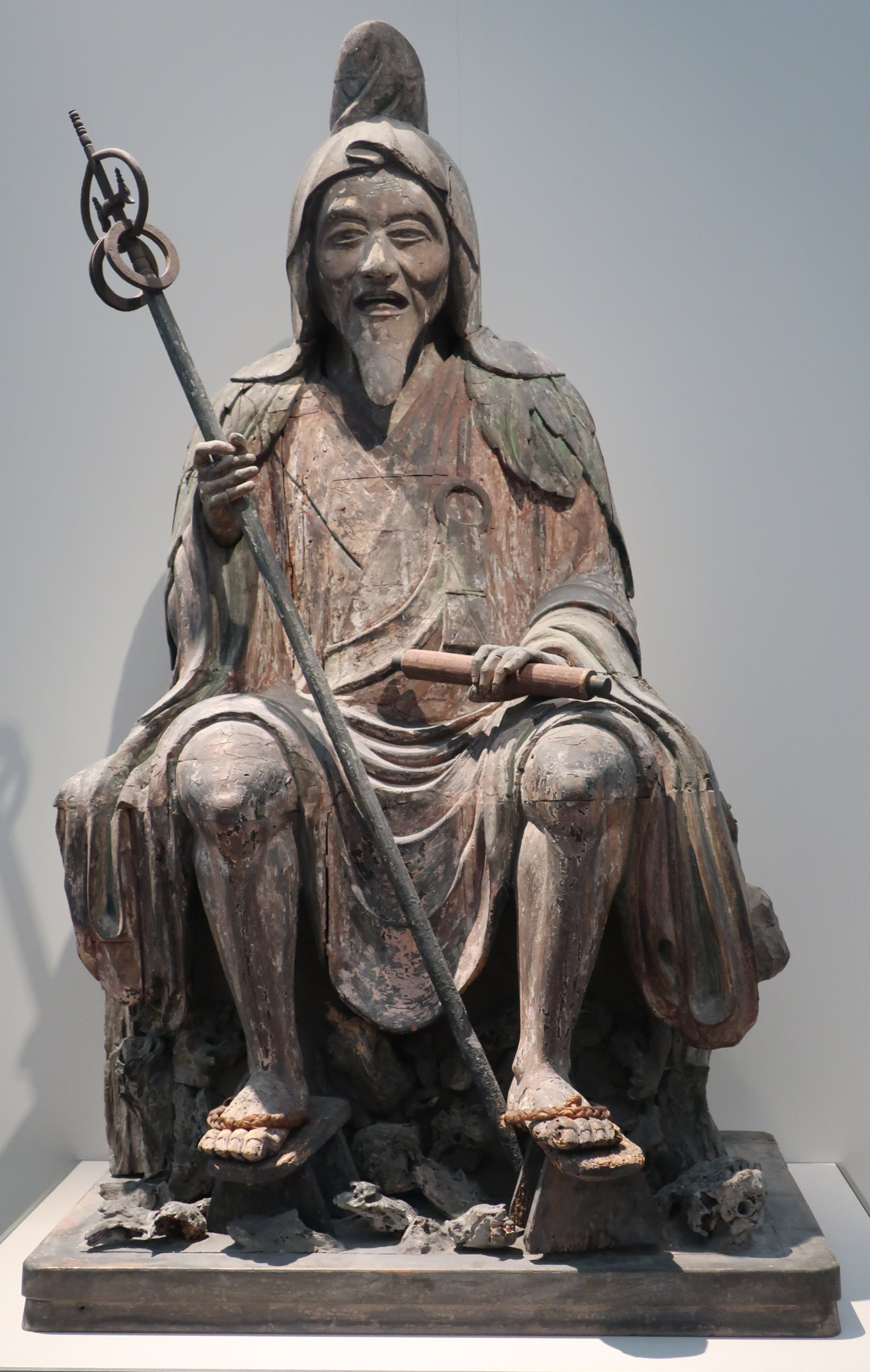
Статуя Ен-но Гьоджа, період Камакура, бл. 1300–1375, Художній музей Кімбелла

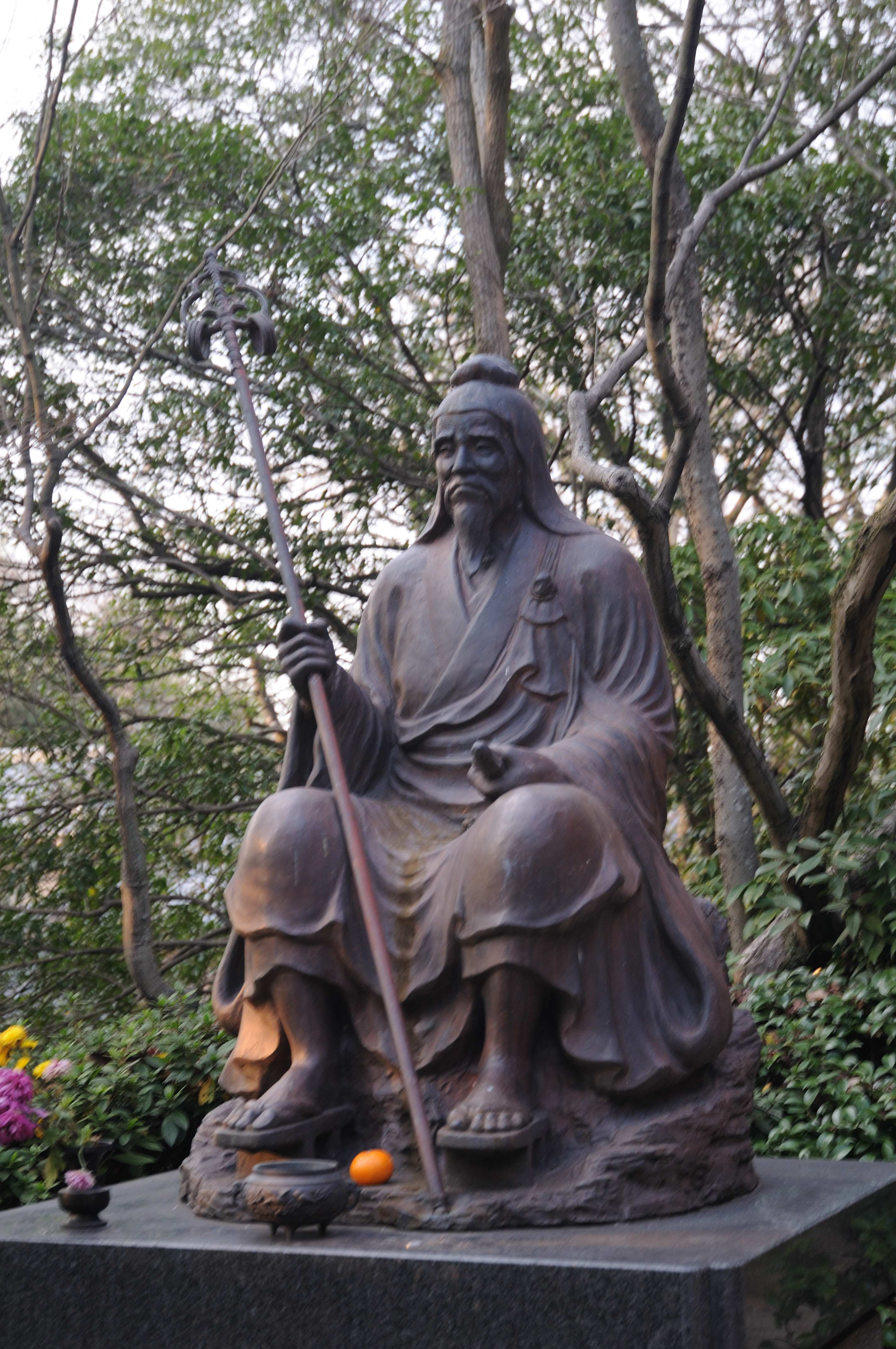
Статуя Ен-но Гьоджа в, Курашікі, префектура Окаяма, Японія

Ен но Озуно, також званий Ен-но Гьоджа або Оцуно (япон. 役小角) (народився 634, Кацурагі (сучасна Японська префектура Нара); помер біля 700–707 роками) був японським аскетом і містиком, його традиційно вважають засновник «сюґендо», шляху аскетичної підготовки, який практикували ґьоджа або ямабусі.
26 червня 699 року Ен-но Гьоджа був вигнаний імператорським двором на японський острів Ідзу-Осіма, але народні перекази, принаймні такі ж давні, як «Ніхон Рьоікі» (бл. 800 р.), розповідають про його надприродні здібності та подвиги.
Його також називають Ен-но Гьоджа (яп. "役行者"), Упасака (яп. 役優婆塞  «Ен мирянин»)   або також під повним іменем Ен но Кімі Озуну, де Кімі (яп. 君)  — це його кабане або титульне ім'я.

## Історичні довідки
Навіть історичні розповіді про його життя перемішані з японськими легендами та фольклором. Згідно з хронікою Сьоку Ніхонгі (797 р. н.е.), Ен-но Озуну був вигнаний на японський острів Ідзу-Осіма 26 червня 699 р.:
У хіното-уші (шість років «вогняний бик») день [24-й день 5-го місяця, 3 Момму (26 червня 699 р.н.е.)] Ен-но Кімі Озуну було вигнано до Ізу-но-Шіми . Озуну спочатку він жив на горі Кацурагі та отримав визнання за своє чаклунство, а також був вчителем нижчого класу Каракуні-но Мураджі Хіротарі, для зовнішнього молодшого 5-го рангу. Пізніше людина (чи Хіротарі?) позаздрила його силі та звинуватила його в обмані з його дивною магією. Імператорський двір вислав його далеко від Столиці. За чутками, «Озуну міг маніпулювати демонічними духами, змушуючи їх черпати воду та збирати дрова. Коли вони не слухалися, він зв’язував їх за допомогою чаклунства».
Попри на цей інцидент, здається, що суд продовжував високо оцінювати трав'яні знання школи Ен но Озуно, оскільки 11 книга також розповідає, що 5 жовтня Тенпьо 4 (28 жовтня 732 р. н.е.) його учня Каракуні но Хіротарі було обрано головним аптекарем «Head Apothecary» (яп. 典薬頭), що є найвищою посадою в Агентстві аптекарства (яп. 典薬寮).

## У релігії шугендо

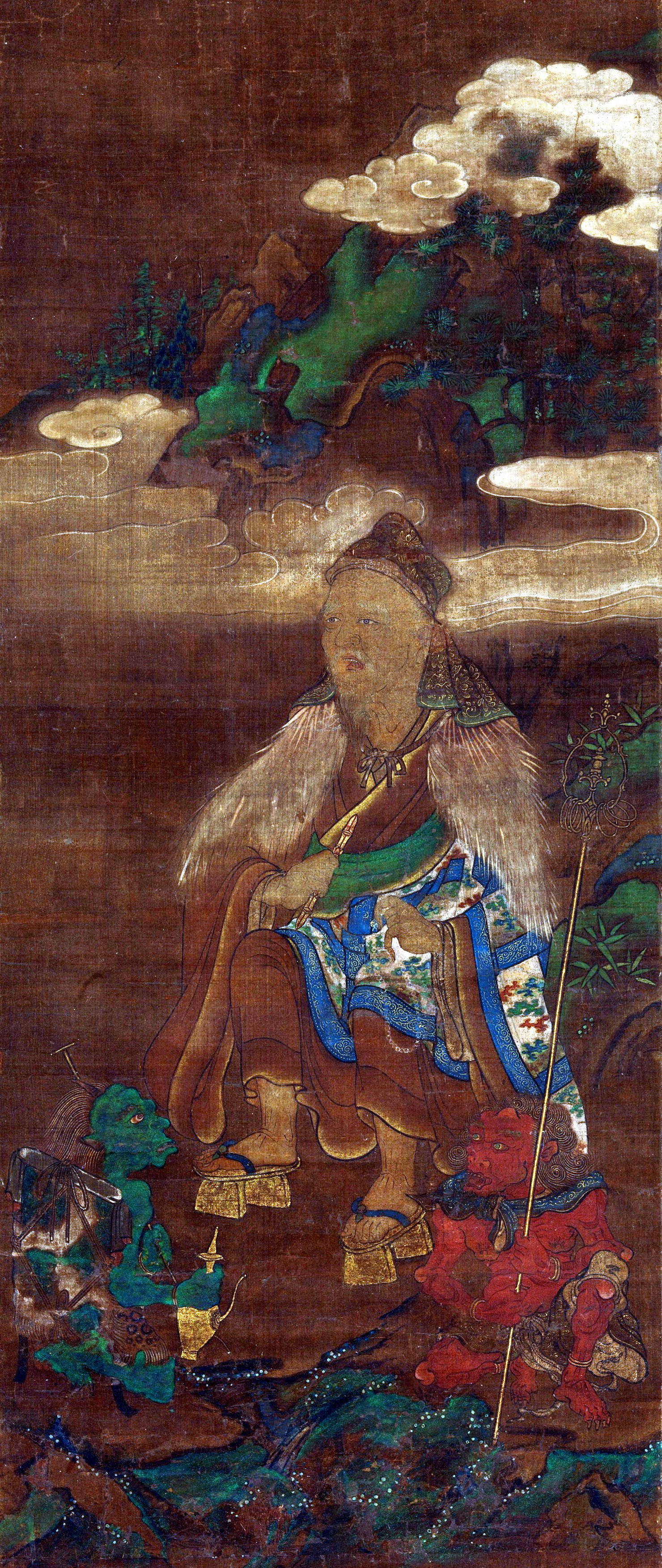
Портрет Ен-но Гьоджа періоду Муроматі в супроводі двох оні (демонів), які дають воду та дрова

У японській народній релігії Енно Озуну традиційно вважається засновником «сюґендо» синкретичної релігії, що містила в собі аспекти даосизму, синтоїзму, езотеричного буддизму (особливо Секта Сінґон та секти Тендай) і традиційного японського шаманізму.
На церемонії, що відбулася в 1799 році на честь 1000-річчя його смерті, Ен-но Гьоджа отримав посмертний титул «Джінбен» Дайбосацу (Великий Бодхісаттва Джінбен, 神変大菩薩). Авторство неканонічної сутри про необмежене життя потрійного тіла приписують Ен-но Гьоджа. Через його міфічний статус гірського святого, вважалося, що він володіє багатьма надприродними здібностями.

## У масовій культурі
- На фестивалі Gion у Кіото один із ямабоко (En no Gyoja Yama) присвячений Ен-но Gyoja. Це щорічне місце паломництва для ямабусі (практиків шугендо ), які проводять різні ритуали на місці. [4]
- У романі 19 століття Нансо Сатомі хаккен-ден дух En no Gyoja дарує сім’ї Satomi магічну джапамалу як захист від їхнього прокляття, яку пізніше розділили, щоб стати особистими талісманами однойменних восьми собак-воїнів.
- В історичному фантастичному романі «Тейто Моногатарі» Хіроші Арамати головний герой Ясунорі Като стверджує, що є нащадком Енно Гьоджа.
- У манзі OZN Широ Оно головним героєм є супергероїчна версія Ен но Озуну.
- У грі SNES Shin Megami Tensei NPC на ім'я En-no-ozuno проживає в Kongokai .
- У грі PS1 Oni Zero: Fukkatsu головним антагоністом є Ен но Гьоджа.
- У романі Судзукі Кодзіі «Дзвінок» мати Садако витягує з моря статуетку Ен но Озуну.
- У фільмі «Ніндзя-вбивця» антагоністом є «Майстер Озуну»; який очолює «Клан 9».
- В аніме «Зенкі» посмертний персонаж на ім’я Енно Озуну був володарем Зенкі, якого через століття знову покликає його нащадок Чіакі Енно.
- Манга Touge Oni розповідає історію про Ен-но Озуно та двох його учнів, Зенкі та Мійо (пізніше Гокі), які мандрують країною Ва, зустрічаючи різні Камі.